# Tenryū (lớp tàu tuần dương)
Lớp tàu tuần dương Tenryū (tiếng Nhật: 天龍型軽巡洋艦; Tenryū-gata keijunyōkan) là những tàu tuần dương hạng nhẹ đầu tiên mà Hải quân Đế quốc Nhật Bản sử dụng. Chúng được tiếp nối bởi lớp Kuma to lớn và linh hoạt hơn. Những chiếc trong lớp từng tham gia nhiều hoạt động trong Chiến tranh Thế giới thứ hai và không còn chiếc nào sống sót sau cuộc chiến này.

## Bối cảnh
Được đặt hàng trong giai đoạn Chiến tranh Thế giới thứ nhất, lớp Tenryū là loạt đầu tiên của những tàu tuần dương hạng nhẹ được chính Nhật Bản thiết kế, cho dù vẫn dựa trên những kiểu tàu đang có của Hải quân Hoàng gia Anh.
Mặc dù đã được hiện đại hóa đáng kể vào đầu những năm 1930, chúng vẫn được xem là lạc hậu khi bắt đầu chiến tranh tại Mặt trận Thái Bình Dương. Tương phản với những tàu tuần dương hạng nhẹ sau này, lớp Tenryū không được thiết kế thành những soái hạm chỉ huy hải đội tàu khu trục, nhưng được dự định để hoạt động trong các hải đội tuần dương.

## Thiết kế
Lớp tàu tuần dương hạng nhẹ Tenryū có thiết kế thực chất là những tàu khu trục mở rộng, chịu ảnh hưởng và được thiết kế theo cùng khái niệm với lớp tàu tuần dương Arethusa và lớp C của Hải quân Hoàng gia Anh. Với những cải tiến về kỹ thuật động cơ turbine đốt dầu, lớp Tenryū có công suất động lực mạnh hơn gấp đôi so với Chikuma và có khả năng đạt được tốc độ tối đa lên đến 61 km/h (33 knot).
Về vũ khí trang bị, lớp Tenryū là những tàu chiến đầu tiên của Hải quân Đế quốc Nhật Bản được trang bị kiểu pháo 140 mm (5,5 inch), cũng như những ống phóng ngư lôi ba nòng 550 mm. Tuy nhiên, việc bố trí các khẩu pháo không được hiệu quả do bị giới hạn góc quay. Đối với các mục tiêu ngay phía trước mũi hoặc sau đuôi tàu, chỉ có một khẩu 140 mm có thể khai hỏa; góc bắn của các tháp pháo số 2 và số 3 cũng rất giới hạn. Hỏa lực phòng không vào lúc ban đầu cũng rất hạn chế, chỉ bao gồm một khẩu 80 mm (3,1 inch) và hai súng máy 13 mm.

## Lịch sử hoạt động
Hai chiếc tàu tuần dương hạng nhẹ thuộc lớp Tenryū đã được chế tạo, không còn chiếc nào sống sót sau Thế Chiến II.
Tenryū (天龍) được hoàn tất vào ngày 20 tháng 11 năm 1919 tại xưởng hải quân Yokosuka. Trước Thế Chiến II, nó từng tham gia vụ can thiệp Siberi, tuần tra trên sông Dương Tử và hỗ trợ cho các cuộc đổ bộ quân lính Nhật dọc theo bờ biển Trung Quốc. Trong giai đoạn đầu của mặt trận Thái Bình Dương, Tenryū tham gia trận chiến đảo Wake cùng các cuộc chiếm đóng quần đảo Solomon, New Guinea và trận chiến đảo Savo. Nó bị đánh chìm sau trận hải chiến Guadalcanal bởi tàu ngầm Mỹ Albacore, và được rút khỏi danh sách Đăng bạ Hải quân vào ngày 20 tháng 1 năm 1943.
Tatsuta (龍田) được hoàn tất vào ngày 31 tháng 3 năm 1919 tại xưởng hải quân Sasebo. Trước Thế Chiến II, nó từng tham gia vụ can thiệp Siberi và hỗ trợ cho các cuộc đổ bộ quân lính Nhật dọc theo bờ biển Trung Quốc. Trong Chiến tranh Thế giới thứ hai, Tatsuta tham gia trận chiến đảo Wake cùng các cuộc chiếm đóng quần đảo Solomon, New Guinea, trận chiến đảo Savo và hải chiến Guadalcanal. Nó bị tàu ngầm Mỹ Sand Lance đánh chìm cách Hachijōjima 64 km (40 dặm) vào ngày 13 tháng 3 năm 1944, và được rút khỏi danh sách Đăng bạ Hải quân vào ngày 10 tháng 5 năm 1944.

## Những chiếc trong lớp
| Tàu            | Đặt lườn            | Hạ thủy             | Hoạt động            | Số phận                                                   |
| Tenryū (天龍)  | 7 tháng 5 năm 1917  | 11 tháng 3 năm 1918 | 20 tháng 11 năm 1919 | Bị tàu ngầm Albacore đánh chìm, ngày 18 tháng 12 năm 1942 |
| Tatsuta (龍田) | 24 tháng 7 năm 1917 | 29 tháng 5 năm 1918 | 31 tháng 5 năm 1919  | Bị tàu ngầm Sand Lance đánh chìm, 13 tháng 3 năm 1944     |

### Sách
- D'Albas, Andrieu (1965). Death of a Navy: Japanese Naval Action in World War II. Devin-Adair Pub. ISBN 0-8159-5302-X.
- Dull, Paul S. (1978). A Battle History of the Imperial Japanese Navy, 1941-1945. Naval Institute Press. ISBN 0-87021-097-1.
- Howarth, Stephen (1983). The Fighting Ships of the Rising Sun: The drama of the Imperial Japanese Navy, 1895-1945. Atheneum. ISBN 0-68911-402-8.
- Jentsura, Hansgeorg (1976). Warships of the Imperial Japanese Navy, 1869-1945. Naval Institute Press. ISBN 0-87021-893-X.
- Lacroix, Eric (1997). Japanese Cruisers of the Pacific War. Linton Wells. Naval Institute Press. ISBN 0-87021-311-3.
- Whitley, M.J. (1995). Cruisers of World War Two: An International Encyclopedia. Naval Institute Press. ISBN 1-55750-141-6.